# Phostria milvalis
Phostria milvalis là một loài bướm đêm trong họ Crambidae.